# Các cuộc gọi ngẫu nhiên
Các cuộc gọi ngẫu nhiên là việc mời gọi kinh doanh từ những khách hàng tiềm năng không có liên hệ trước với nhân viên bán hàng thực hiện cuộc gọi. Gọi điện lạnh là một nỗ lực để thuyết phục khách hàng tiềm năng mua sản phẩm hoặc dịch vụ của nhân viên bán hàng. Gọi điện lạnh thường được gọi là quá trình qua điện thoại, làm cho nó trở thành một nguồn tiếp thị qua điện thoại, nhưng cũng có thể được thực hiện trực tiếp bởi nhân viên bán hàng tận nhà. Mặc dù Các cuộc gọi ngẫu nhiên có thể được sử dụng như một công cụ kinh doanh hợp pháp, những kẻ lừa đảo cũng có thể sử dụng các cuộc gọi ngẫu nhiên này với mục đích xấu.

## Sự phát triển
Các cuộc gọi ngẫu nhiên, như một phương tiện để tiến hành kinh doanh, hiện nay đã thay đổi nhiều khi công nghệ đã tăng lên. Nhân viên bán hàng sử dụng gọi điện thoại lạnh một lần theo các hướng dẫn cụ thể để tạo ra nhiều lợi nhuận hơn. Những hướng dẫn này, giờ đây được cho là quan niệm sai lầm của Wendy Weiss như sau:
- Càng có nhiều cuộc gọi mà một nhân viên bán hàng thực hiện, doanh thu càng nhiều.
- Bất kỳ số nào trong danh bạ điện thoại là một khách hàng tiềm năng.
- Tập luyện giúp hoàn hảo hơn.
- Thao tác là chìa khóa.
- Luôn luôn được chốt.[3]

Các cuộc gọi ngẫu nhiên đã phát triển thành một công cụ giao tiếp  có mục tiêu. Người bán hàng gọi từ danh sách khách hàng tiềm năng phù hợp với các thông số nhất định được xây dựng để giúp tăng khả năng bán hàng. Các cuộc gọi ngẫu nhiên bắt đầu như một hình thức đưa ra một quảng cáo chiêu hàng từ một kịch bản. Điều này đã thay đổi thành cách tiếp cận mà nhân viên bán hàng phải "đào sâu để hiểu" khách hàng tiềm năng. Để tránh bị coi là kẻ lừa đảo, các doanh nghiệp hợp pháp sử dụng gọi điện lạnh bây giờ sử dụng nó như là một giới thiệu chứ không phải để chốt bán hàng. Điều này là đặt ít áp lực và căng thẳng hơn cho khách hàng tiềm năng.

## Phê bình
Với sự phát triển của công nghệ mới hơn và internet, Các cuộc gọi ngẫu nhiên đã nhận được một số lời chỉ trích. Jeffrey Gitomer đã viết trong một bài báo năm 2010 cho The Augusta Chronicle rằng "lợi tức đầu tư vào các cuộc gọi ngẫu nhiên là dưới 0." Gitomer tin rằng Các cuộc gọi ngẫu nhiên sẽ chỉ làm phiền khách hàng và sẽ không thu hút doanh nghiệp. Gitomer cũng tin rằng tiếp thị giới thiệu là một hình thức bán hàng và tiếp thị tốt hơn.  Theo Gitomer, có "2,5 hiểu biết cơ bản về một cuộc gọi ngẫu nhiên":
- Các cuộc gọi ngẫu nhiên là cuộc gọi bán hàng có phần trăm thấp nhất.
- Các cuộc gọi ngẫu nhiên có tỷ lệ từ chối rất cao.
- Nhiều sự từ chối có thể thay đổi tâm lý của nhân viên bán hàng và làm cho việc gọi hành động thân thiện và đầy đủ trở nên khó khăn hơn.[5]

Các cuộc gọi ngẫu nhiên cũng đã được sử dụng bởi kẻ lừa đảo. Một ví dụ là các nhóm mạo danh đặt ra là thành viên của nhóm hỗ trợ của Microsoft. Những kẻ mạo danh gọi vài ngôi nhà từ một cơ sở dữ liệu của các chủ sở hữu Microsoft. Các khách hàng của Microsoft sau đó được cho biết rằng có một virus trên máy tính của họ, và để sửa chữa nó, họ phải tải xuống một chương trình đặc biệt. Chương trình đã cấp quyền truy cập vào tệp máy tính cho kẻ mạo danh. Vào tháng 7 năm 2006, một cuộc khảo sát được thực hiện bởi Lactofree đã xác định rằng những người gọi ngẫu nhiên là điều gây phiền nhiễu nhất ở Vương quốc Anh. Các cuộc gọi ngẫu nhiên đã là một dấu hiệu trong sự gia tăng của các gian lận phòng nồi hơi bán đấu giá gian lận và cá cược thể thao từ Gold Coast của Úc.

## Các quy tắc và quy định
Nhiều quốc gia có các quy tắc và quy định giới hạn và kiểm soát cách thức, thời điểm và công ty nào có thể gọi ngẫu nhiên. Các quy tắc và quy định này thường được thực thi bởi các cơ quan chính phủ đối phó với luật viễn thông ở quốc gia cụ thể của họ.

### Hoa Kỳ
Luật viễn thông Hoa Kỳ được phát triển và ban hành bởi Ủy ban Thương mại Liên bang (FTC). FTC đặt mục tiêu "đặt người tiêu dùng chịu trách nhiệm về số lượng cuộc gọi từ xa mà họ nhận được ở nhà". Hoa Kỳ, cùng với nhiều quốc gia riêng lẻ, đã ban hành nhiều danh sách "Không Gọi" khác nhau. Các danh sách này dựa trên danh sách không gọi quốc gia của Hoa Kỳ được ban hành năm 2003.  Hàng tháng, kể từ tháng 1 năm 2005, các công ty được yêu cầu theo luật để kiểm tra cơ sở dữ liệu "Do Not Call List". Họ được yêu cầu xóa số đã đăng ký khỏi danh sách khách hàng tiềm năng của họ. Tuy nhiên, "Danh sách không gọi" có những hạn chế nhất định. Ngay cả khi một người được đăng ký cho "Không gọi danh sách", một số tổ chức vẫn có thể gọi. Các tổ chức này bao gồm:
- Điều tra viên điện thoại, tổ chức từ thiện và tổ chức chính trị
- Các tổ chức đã có mối quan hệ kinh doanh với hơn 18 tháng trước
- Bất kỳ công ty nào đã được cho phép bằng văn bản[9]

FTC cũng đã thiết lập các quy định nhất định khi có thể gọi. Các cuộc gọi ngẫu nhiên chỉ có thể được thực hiện từ 8 giờ sáng đến 9 giờ tối. Người gọi cũng được yêu cầu bởi pháp luật để cho khách hàng biết họ là ai và họ đại diện cho tổ chức nào. Điều này bao gồm làm rõ nếu tổ chức là một tổ chức phi lợi nhuận hoặc tổ chức từ thiện. Nhân viên bán hàng cũng phải tiết lộ tất cả thông tin về sản phẩm họ đang bán. Điều này có nghĩa là họ được yêu cầu về mặt pháp lý không được nói dối.
Nhiều tổ chức chính phủ khác theo dõi các cuộc gọi ngẫu nhiên trong phạm vi quyền hạn của họ bao gồm Ủy ban Chứng khoán và Giao dịch Hoa Kỳ (SEC). SEC chuyên giám sát các cuộc gọi ngẫu nhiên liên quan đến cổ phiếu, đặc biệt là các nhà môi giới chứng khoán. Khi đầu tư qua điện thoại, SEC quy định rằng phải cung cấp thông tin ngân hàng bằng văn bản. Điều này có nghĩa là không thể thực hiện đầu tư qua điện thoại.

### Canada
Tương tự như Hoa Kỳ, Canada có Danh sách Không Gọi Quốc gia của riêng mình (DNCL). DNCL được giám sát bởi Ủy ban viễn thông và phát thanh truyền hình Canada (CRTC) tương tự như FTC của Hoa Kỳ. DNCL nhằm hạn chế số lượng cuộc gọi mà một người nhận được từ các tổ chức. Tuy nhiên, vẫn có những ngoại lệ đối với việc sử dụng DNCL.  Những ngoại lệ này bao gồm:
- Các tổ chức từ thiện do chính phủ Canada đăng ký
- Các đảng chính trị
- Báo chí cố gắng để đạt được kinh doanh
- Các tổ chức bạn có lịch sử trước đây[13]

### Vương quốc Anh
Vương quốc Anh có phiên bản riêng của "Danh sách Không Gọi" được gọi là Dịch vụ Tùy chọn Điện thoại (TPS). Bất kỳ công dân nào của Vương quốc Anh đều có thể đăng ký danh sách nhằm mục đích loại bỏ những người tham gia nhận cuộc gọi không mong muốn từ các tổ chức bao gồm các tổ chức từ thiện và đảng phái chính trị khác với Hoa Kỳ và Canada. TPS được ban hành lần đầu tiên vào năm 1999 và cuối cùng đã thấy những thay đổi trong năm 2003 mà cuối cùng đã tạo ra Quy định về Quyền riêng tư và Truyền thông Điện tử (Chỉ thị EC) 2003. Trong khi TPS ngăn chặn các cuộc gọi bán hàng và tiếp thị không mong muốn, nó không ngăn chặn "tin nhắn được ghi lại / tự động, cuộc gọi im lặng, nghiên cứu thị trường, công ty ở nước ngoài, thu nợ, cuộc gọi lừa đảo" theo trang web của TPS.
Vào năm 2012, Richard Herman từ Middlesex đã gửi hóa đơn cho một công ty trong thời gian họ đã giữ các cuộc gọi ngẫu nhiên anh ta. Cuối cùng anh ta đã đưa công ty đến tòa tuyên bố nhỏ, dẫn đến việc công ty giải quyết ra khỏi tòa án.  Ông đã được gọi điện thoại nhiều lần bởi công ty mặc dù được liệt kê với Dịch vụ Tùy chọn Điện thoại.

### Australia
Úc có phiên bản riêng của "Danh sách Không Gọi" được gọi là Đăng ký Không Gọi. "Đăng ký Không Gọi" thuộc thẩm quyền của Cơ quan Truyền thông và Truyền thông Úc (ACMA) đóng vai trò là cơ quan viễn thông tối cao tại Úc. Đăng ký "Đăng ký Không Gọi" ngăn các nhà tiếp thị qua điện thoại và các nhà tiếp thị fax liên lạc với các thành viên đã đăng ký. Đăng ký cho chương trình là miễn phí và sẽ kéo dài trong tám năm. Tương tự như các quốc gia khác, có những ngoại lệ đối với "Đăng ký không gọi". Những ngoại lệ này bao gồm: các đảng chính trị, tổ chức từ thiện và các tổ chức giáo dục. "Đăng ký không gọi" có hiệu lực sau 30 ngày kể từ ngày đăng ký.

### Cộng hòa Ireland
Tại Cộng hòa Ireland, "Cơ sở dữ liệu thư mục quốc gia" là chỉ mục các số không thể được gọi cho mục đích 'các cuộc gọi ngẫu nhiên và/hoặc bán hàng và quảng cáo. Một cuộc gọi tiếp thị không được yêu cầu đến một số trên Cơ sở dữ liệu thư mục quốc gia là một hành vi phạm tội hình sự.

### Nhật Bản
Một số sản phẩm tài chính hoàn toàn không được phép  gọi ngẫu nhiên, nhưng thực tế thường được phép trong một hướng dẫn yêu cầu nêu rõ tên doanh nghiệp, họ tên đầy đủ của người gọi, tên sản phẩm và ý định gây quỹ. Không có danh sách không thực hiện cuộc gọi. Cơ quan dịch vụ tài chính của chính phủ Nhật Bản duy trì một danh sách các thực thể gian lận được biết đến có liên quan đến lừa đảo tài chính từ các cuộc gọi ngẫu nhiên.

### Liên minh châu Âu
Trong Liên minh châu Âu, Chỉ thị bảo mật dữ liệu 2002/58 / EC yêu cầu chính phủ các quốc gia thành viên của mình ban hành luật cho đến tháng 6 năm 2007 cấm gọi điện thoại thông thường. Tuy nhiên, chỉ thị này cho phép cả mô hình chọn tham gia hoặc chọn không tham gia, nghĩa là yêu cầu đăng ký quốc gia cho số điện thoại thực hiện (chọn tham gia) hoặc không thực hiện các cuộc gọi ngẫu nhiên chào mừng.

### Ấn Độ
Tại Ấn Độ, TRAI (Cơ quan quản lý viễn thông Ấn Độ) đã ban hành một quy định cho phép các nhà cung cấp dịch vụ viễn thông gọi ngẫu nhiên khách hàng của họ.